# 182
182（一百八十二）是181與183之間的自然數。

## 数学领域
- 合數，正因數有1、2、7、13、14、26、91和182。
質因數分解為{\displaystyle 2\times 7\times 13}。
- 虧數，真因數和為154，虧度為28。
- 無平方數因數的數。
- 第16個楔形數。前一個為174、下一個為186。
- 第14個普洛尼克數，為13與14的乘積。前一個為156、下一個為210。
- 第95個十进制的奢侈數。前一個為180、下一個為184。
- 182是一个非歐拉商數，即不存在一个整数恰巧有182个小于它的互质整数。
- 182在三進制下為20202(3)，是回文數及起伏數（英语：Undulating number）

## 其他
- 過海隧道巴士182線
- 台灣市道182號
- 印度航空182號班機空難
- 的失蹤人士報警電話。